# Ichthyodes floccosa
Ichthyodes floccosa är en skalbaggsart som först beskrevs av Francis Polkinghorne Pascoe 1867.  Ichthyodes floccosa ingår i släktet Ichthyodes och familjen långhorningar. Inga underarter finns listade i Catalogue of Life.